# Collegio uninominale Piemonte 1 - 02 (2020)
Il collegio elettorale uninominale Piemonte 1 - 02 è un collegio elettorale uninominale della Repubblica Italiana per l'elezione della Camera dei deputati.

## Territorio
Come previsto dalla legge n. 51 del 27 maggio 2019, il collegio è stato definito tramite decreto legislativo all'interno della circoscrizione Piemonte 1.
È formato da parte del territorio del comune di Torino: le circoscrizioni n. 3 (San Paolo-Cenisia-Pozzo Strada-Cit Turin-Borgata Lesna), n. 4 (San Donato-Campidoglio-Parella), n. 5 (Borgata Vittoria-Madonna di Campagna-Lucento-Vallette) e n. 6 (Barriera di Milano-Regio Parco-Barca-Bertolla-Falchera-Rebaudengo-Villaretto).
Il collegio è parte del collegio plurinominale Piemonte 1 - 01.

## Eletti
| Elezione | Elezione | Deputato          | Partito           |
| -------- | -------- | ----------------- | ----------------- |
|          | 2022     | Augusta Montaruli | Fratelli d'Italia |

## Dati elettorali

### XIX legislatura
Come previsto dalla legge elettorale, 147 deputati sono eletti con sistema a maggioranza relativa in altrettanti collegi uninominali a turno unico.
| Candidati                                 | Candidati                   | Voti    | %     | Liste                          | Voti    | %     |
| ----------------------------------------- | --------------------------- | ------- | ----- | ------------------------------ | ------- | ----- |
|                                           | Augusta Montaruli ✔️ Eletto | 68 374  | 35,98 | Fratelli d'Italia              | 41 532  | 21,85 |
| Lega per Salvini Premier                  | Augusta Montaruli ✔️ Eletto | 68 374  | 35,98 | 14 445                         | 7,60    |       |
| Forza Italia                              | Augusta Montaruli ✔️ Eletto | 68 374  | 35,98 | 10 984                         | 5,78    |       |
| Noi moderati/Lupi - Toti - Brugnaro - UDC | Augusta Montaruli ✔️ Eletto | 68 374  | 35,98 | 1 413                          | 0,74    |       |
|                                           | Stefano Lepri               | 67 301  | 35,41 | Partito Democratico-IDP        | 46 069  | 24,24 |
| Alleanza Verdi e Sinistra                 | Stefano Lepri               | 67 301  | 35,41 | 11 162                         | 5,87    |       |
| +Europa                                   | Stefano Lepri               | 67 301  | 35,41 | 9 130                          | 4,80    |       |
| Impegno Civico - Centro Democratico       | Stefano Lepri               | 67 301  | 35,41 | 940                            | 0,49    |       |
|                                           | Chiara Appendino            | 26 312  | 13,84 | Movimento 5 Stelle             | 26 312  | 13,84 |
|                                           | Maria Katja Agate           | 16 169  | 8,51  | Azione - Italia Viva - Calenda | 16 169  | 8,51  |
|                                           | Luca Giacomone              | 4 110   | 2,16  | Italexit                       | 4 110   | 2,16  |
|                                           | Luigi Celebre               | 3 178   | 1,67  | Unione Popolare                | 3 178   | 1,67  |
|                                           | Daniela Talarico            | 3 078   | 1,62  | Italia Sovrana e Popolare      | 3 078   | 1,62  |
|                                           | Federica Pattarino          | 1 528   | 0,80  | Vita                           | 1 528   | 0,80  |
| Totale                                    | Totale                      | 190 050 | 100   |                                | 190 050 | 100   |
|                                           |                             |         |       |                                |         |       |
| Schede bianche                            | Schede bianche              | 1 557   | 0,79  |                                |         |       |
| Schede nulle                              | Schede nulle                | 5 468   | 2,77  |                                |         |       |
| Votanti                                   | Votanti                     | 197 075 | 62,29 |                                |         |       |
| Elettori                                  | Elettori                    | 316 376 |       |                                |         |       |